# Estado do Norte (Sudão)
Norte (Ash-Shamaliyah em árabe) é um estado do Sudão. Tem uma área de 348.765 km² e uma população de aproximadamente 654.000 habitantes (estimativa de 2007). A cidade de Dongola é a capital do estado.

## Distritos
O estado do Norte tem quatro distritos:

1. Uádi Halfa
2. Dongola
3. Merawi
4. Addabah

|  |